# Sultan al-Bishi
Sultan Al-Bishi, parfois orthographié Al-Beshi, né le 28 janvier 1990 à Riyad, est un footballeur international saoudien, évoluant au poste de défenseur.

## Carrière
Al Bishi est formé au Al-Hilal et intègre l'effectif professionnel du club en 2008. Après trois saisons dans l'ombre des titulaires, ne jouant aucun match, il dispute ses premiers matchs lors de la saison 2011-2012 et remporte son premier trophée, à savoir la Coupe d'Arabie saoudite. 
Peu après, il joue son premier match sous le maillot national de l'Arabie saoudite en 2012.

## Palmarès
- Vainqueur de la Coupe d'Arabie saoudite en 2012 et 2013 avec Al-Hilal